# Ериксон (Небраска)
Ериксон (енгл. Ericson) град је у америчкој савезној држави Небраска.

## Демографија
По попису из 2010. године број становника је 92, што је 12 (-11,5%) становника мање него 2000. године.
| Група             | 2000.        | 2010.       |
| Белци             | 104 (100,0%) | 92 (100,0%) |
| Афроамериканци    | 0 (0,0%)     | 0 (0,0%)    |
| Азијати           | 0 (0,0%)     | 0 (0,0%)    |
| Хиспаноамериканци | 0 (0,0%)     | 0 (0,0%)    |
| Укупно            | 104          | 92          |